# E-zine
E-zine är en "tidning", eller snarare texten ur en hypotetisk sådan, som spridits elektroniskt över Internet. Ordet är en omskrivning av det engelska ordet Magazine, alltså tidning. De elektroniska "tidningarna" behandlade ofta ämnen såsom phreaking och diverse typer av cracking. E-zines av denna typ var inte sällan laddade med mycket ironi, svordomar, referenser till narkotika samt en bitter överlägsenhet.
Exempel på E-zines:
- Revolver
- uXu